# Eleanor Estes
Pour les articles homonymes, voir Estes.
Eleanor Estes, née le 9 mai 1906 et morte le 15 juillet 1988, est une romancière et bibliothécaire américaine, spécialisée dans la littérature pour enfants. Son livre, Ginger Pye, pour lequel elle a également réalisé les illustrations, remporte la médaille Newbery de 1952. Trois de ses livres ont reçu des Newbery Honors, et un a reçu un Lewis Carroll Shelf Award. Les livres d'Estes sont basés sur sa vie dans une petite ville du Connecticut au début des années 1900.

## Biographie
Eleanor Estes est née Eleanor Ruth Rosenfield à West Haven, dans le Connecticut. Elle est le troisième enfant de Louis Rosenfeld, comptable au chemin de fer et de Caroline Gewecke Rosenfeld, couturière et conteuse. Le père d'Estes meurt quand elle est jeune et le travail de couture de sa mère subvient aux besoins de la famille. Eleanor Estes attribue son amour de la lecture, de la littérature pour enfants et des contes au goût de ses parents pour les livres et à « l'offre inépuisable de chansons, d'histoires et d'anecdotes de sa mère, avec lesquels elle nous a divertis pendant la préparation du dîner ». En 1923, après avoir obtenu son diplôme de la West Haven High School, elle s'est formée à la New Haven Free Library et y est devenue bibliothécaire pour enfants.
En 1931, Estes a remporté la bourse Caroline Hewins pour les bibliothécaires pour enfants, ce qui lui a permis d'étudier à la Pratt Institute library school à New York. En 1932, elle épouse son camarade Rice Estes. Ils ont tous deux travaillé comme bibliothécaires dans tout New York, et il est devenu plus tard professeur en science des bibliothèques et directeur de la bibliothèque de l'Institut Pratt. Estes travaille comme bibliothécaire dans diverses branches de la New York Public Library, jusqu'en 1941. Elle commence à écrire lorsque la tuberculose l'a confine dans son lit. Ses personnages de fiction les plus connus, les Moffat, vivent à Cranbury, au Connecticut, qui est la ville natale d'Estes de West Haven. Elle a basé les Moffat sur sa famille, notamment en modelant la fille cadette Janey sur elle-même et en basant Rufus sur son frère, Teddy. Après ce premier livre, elle devient écrivaine, stoppant son travail de bibliothécaire et illustre elle-même ses premiers ouvrages.
Les Estes ont eu un enfant, Helena, née à Los Angeles en 1948, où Rice Estes est bibliothécaire adjoint à l'Université de Californie du Sud. En 1952, ils retournent sur la côte est, où elle vit jusqu'à sa mort. En plus d'écrire et de travailler comme bibliothécaire, Estes a également enseigné à la conférence des écrivains de l'Université du New Hampshire.
Elle meurt le 15 juillet 1988 à Hamden (Connecticut). Ses papiers sont archivés à l'université du Mississippi du Sud, à l'université du Minnesota et à l'université du Connecticut. Au total, elle a écrit 20 livres.

## Récompenses
Son livre Ginger Pye remporte la médaille Newbery de 1952. Trois autres de ses livres seront nommés pour la médaille Newbery : The Middle Moffat, Rufus M. et Le jeu des cent robes (The Hundred Dresses). De plus, The Moffats remporte le Lewis Carroll Shelf Award en 1961. Elle reçoit la Médaille des Alumni de l'Institut Pratt en 1968. En 1970, elle est nommée pour le prix Laura Ingalls Wilder.

## Accueil
Selon la critique Carolyn Shute, Estes avait la « capacité de distiller l'essence même de l'enfance ». Anita Silvey a déclaré qu'elle possédait un « don rare pour décrire les expériences quotidiennes du point de vue de l'enfance ». Estes est principalement reconnue comme une écrivaine d'histoires familiales et comme celle qui « a façonné et élargi la tradition de ce sous-genre », principalement à travers son « style apparemment naïf ». Eleanor Cameron, dans un article pour The Horn Book Magazine, a inclus les livres Moffat d'Estes parmi « ceux qui sont solidement établis comme des classiques dans le domaine de la littérature mémorable ».

## Œuvres
- Les joyeux Moffat, B. Arthaud, 1948 ((en) The Moffats, 1941), trad. Maguie Servant, 230 p.
- (en) The Middle Moffat, 1942
- (en) The Sun and the Wind and Mr. Todd, 1943
- (en) Rufus M., 1943
- Le jeu des cent robes, Casterman, 2003 ((en) The Hundred Dresses, 1944), trad. Laurence Kiefé, 70 p.
- (en) The Echoing Green, 1947
- (en) Sleeping Giant and Other Stories, 1948
- (en) Ginger Pye, 1951
- (en) A Little Oven, 1955
- (en) Pinky Pye, 1958
- (en) The Witch Family, 1960
- (en) Small but Wiry, 1963
- (en) The Alley, 1964
- (en) The Lollipop Princess, 1967
- (en) Miranda the Great, 1967
- (en) The Tunnel of Hugsy Goode, 1972
- (en) The Coat-Hanger Christmas Tree, 1973
- (en) The Lost Umbrella of Kim Chu, 1978
- (en) The Moffat Museum, 1983
- (en) The Curious Adventures of Jimmy McGee, 1987